# Ackerwand 23 (Weimar)

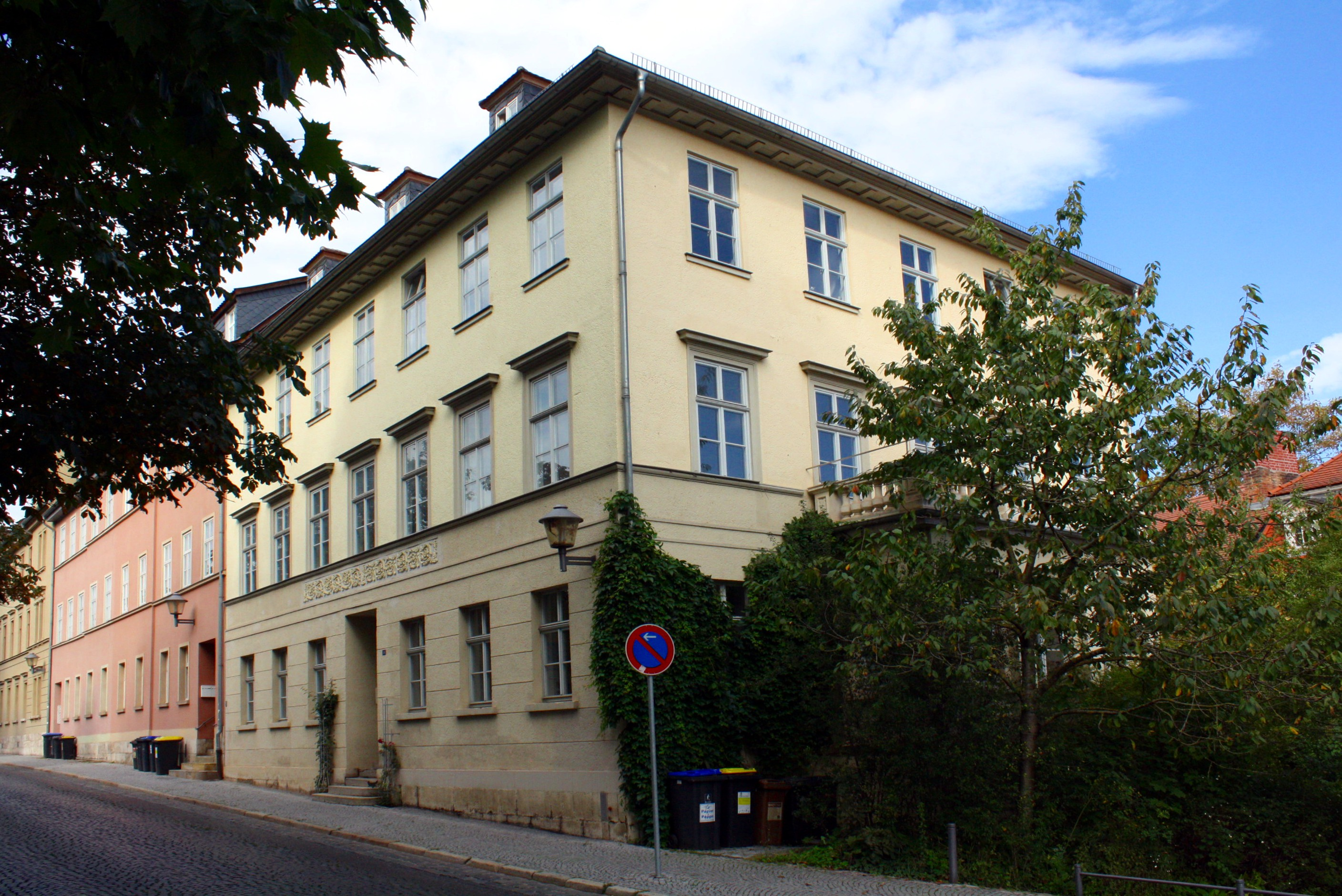
Ackerwand 23

Am östlichen Ende der Ackerwand bildet das Haus Ackerwand 23 in Weimar einen gewissen Abschluss. Das Haus der Frau von Stein ist aus der Flucht versetzt. Den kleinen Vorplatz lockert der von Carl Dornberger geschaffene Brunnen am Haus der Frau von Stein auf.
Das dreigeschossige Wohngebäude ist klassizistisch, wie unschwer u. a. an dem Ornamentfries zu ersehen ist. Zur östlichen Hofseite besitzt das Haus einen Altan mit einem von einer Balustrade umringten Balkon. Der Eingang von der Ackerwand her ist mittig angelegt. Das Dach besitzt Dachgauben. Eingangsflur und Treppenhaus enthalten noch die reichhaltige bauzeitliche Ornamentierung. Zumindest einen prominenten Gast hatte dieses Gebäude mit König Georg V. von England.
Das Gebäude steht auf der Liste der Kulturdenkmale in Weimar (Einzeldenkmale).
Es wird heute nicht nur als Wohnraum, sondern auch gewerblich genutzt.